# Liste der denkmalgeschützten Objekte in Maňovice
Grundlage dieser Liste der denkmalgeschützten Objekte in Maňovice ist die ÚSKP-Liste (Ústřední seznam kulturních památek České republiky, deutsch Zentrale Liste der Kulturdenkmäler der Tschechischen Republik), die von der tschechischen Denkmalschutzbehörde NPÚ (Národní památkový ústav, deutsch Nationale Denkmalbehörde) seit 1987 geführt wird und an die seit dem Jahr 1850 geschaffenen Listen anschließt.

## Denkmalgeschützte Objekte nach Ortsteilen

### Maňovice
| Lage                           | Objekt  | Beschreibung | ÚSKP-Nr.                  | Bild    |
| ------------------------------ | ------- | --- | ------------------------- | ------- |
| Maňovice, Dorfplatz (Standort) | Kapelle | Polygonale Dorfkapelle mit Pyramidendach und Glocke. Beispiel einer kleinen volksakralen Architektur aus der Wende vom 18. zum 19. Jahrhundert im zentralen Teil des Dorfes. Zusammen mit dem nahe gelegenen Bildstock bildet sie ein wertvolles Ensemble. | 52159/4-5311 Info Katalog | Kapelle |
| Maňovice (Standort)            | Marterl | Steinsäule, datiert bis 1713. Zeugnis einer kleinen Volksarchitektur, die an die Pestepidemie im Dorf zu Beginn des 18. Jahrhunderts erinnert. Zusammen mit der Kapelle ein markantes Element im zentralen Teil des Dorfes.                                | 52160/4-5312 Info Katalog | Marterl |